# أرتيم بيسييدين
أرتيم يوريوفيتش بيسييدين (بالأوكرانية: Артем Юрійович Бєсєдін) هو لاعب كرة قدم أوكراني في مركز الهجوم ولد في يوم 31 مارس 1996 في مدينة خاركيف في أوكرانيا، يلعب حالياً مع نادي دينامو كييف وسبق له اللعب مع ميتاليست خاركيف ويبلغ طوله 185 سم.

## روابط خارجية
- أرتيم بيسييدين على موقع الاتحاد الأوربي (الإنجليزية)
- أرتيم بيسييدين على موقع اتحاد أوكرانيا (الإنجليزية)
- أرتيم بيسييدين على موقع قاعدة بيانات كرة القدم.إي يو (الإنجليزية)
- أرتيم بيسييدين على موقع بيانات كرة القدم. دي إي (الألمانية)
- أرتيم بيسييدين على موقع ناشيونال فوتبول تيمز (الإنجليزية)
- أرتيم بيسييدين على موقع Soccerway.com (الإنجليزية)
- أرتيم بيسييدين على موقع عالم كرة القدم.نت (الإنجليزية)
- أرتيم بيسييدين على موقع AS.com (الإسبانية)